# ラ・メール (曲)
「ラ・メール」（La Mer＝海）は、フランスの歌手、シャルル・トレネが作詞作曲した楽曲。1946年にトレネ自身が発表したシングルが大ヒットし、シャンソンのクラシック、ジャズのスタンダードとして歌い継がれている。海への憧れ、海から得られる癒しを歌い上げている。
「Mr. ビーン　カンヌで大迷惑?!」でも使われた。

## 概要
トレネは16歳のときにこの曲の元となる詩を書いた。それから長い時間が経過した1943年、トレネはモンペリエとペルピニャンの間を鉄道に乗って旅をしていた。南仏のトー湖の眺めが目に入ったとき、かつて書いた詩のメロディが彼の心にわき起こった。トレネはピアニストのレオ・ショーリアックの力を借りて急いで曲をまとめ、二人はその日の夜、人々の前で披露した。
1945年にローラン・ジェルボーが最初にレコードにし、翌1946年、トレネのレコードが世に出た。
以後、非常に多くのミュージシャンによってカバーされている。エディット・ピアフの「ラ・ヴィ・アン・ローズ」と並んでフランスで最も売れた曲と言われている。

## ボビー・ダーリンのバージョン
1960年、ボビー・ダーリンが英語詞をつけて「ビヨンド・ザ・シー」として発表した。Billboard Hot 100で6位を記録。以後、英語版も広く知られるようになった。

## その他のカバー・バージョン
- ビング・クロスビー - 1953年のアルバム『Le Bing: Song Hits of Paris』に収録。
- クリフ・リチャード - 1964年のEP「When in France」に収録。
- ジュリエット・グレコ - 1964年のアルバム『Les grandes chansons』に収録。
- フリオ・イグレシアス - 1976年のライブ・アルバム『En El Olympia』に収録[7]。映画『裏切りのサーカス』で使用された。
- ダリダ - 1976年のアルバム『Coup de chapeau au passé』に収録。
- ミレイユ・マチュー - 1985年のアルバム『Les grandes chansons francaises』に収録。
- ケヴィン・クライン - 1995年の映画『フレンチ・キス』のサウンドトラック・アルバムに収録。